# Кабардинское сельское поселение
Кабардинское сельское поселение — муниципальное образование в Апшеронском районе Краснодарского края. 
В рамках административно-территориального устройства Краснодарского края ему соответствует Кабардинский сельский округ.
Административный центр — станица Кабардинская.

## Население
| 2010  | 2012  | 2013  | 2014  | 2015  | 2016  | 2017  |
| ----- | ----- | ----- | ----- | ----- | ----- | ----- |
| 2773  | ↗2811 | ↗2875 | ↘2800 | ↗2855 | ↗2884 | ↗2891 |
| 2018  | 2019  | 2020  | 2021  | 2023  |       |       |
| ↘2878 | ↘2840 | ↘2815 | ↘2713 | ↘2662 |       |       |

## Населённые пункты
В состав сельского поселения (сельского округа) входят 2 населённых пункта:
| № | Населённый пункт | Тип населённого пункта | Население (чел.) |
| - | ---------------- | ---------------------- | ---------------- |
| 1 | Кабардинская     | станица                | ↗2408            |
| 2 | Асфальтовая Гора | посёлок                | ↗365             |